# Ернсте
Ернсте (на немски: Ernste) са франкска благородническа фамилия, която през 9 век се отличава особено в Бавария.
Най-известен представител е граничният граф Ернст I († 865), който след краля е най-важният благородник в Бавария. Неговото сваляне след заговор намалява влиянието на фамилията. Нейната собственост в Суалафелдгау тя успява обаче да запази. За последен път Ернсте са доказани през началото на 11 век.

## Родословен списък
1. Ернст ∞ Вартрун
  1. Ернст I, † 11 ноември 865, граничен граф в Нордгау, Бавария
    1. Ернст II, † сл. 899, 857 граф в Суалафелд
      1. Ернст III
        1. Ернст IV
          1. Ернст V, † 1007
          2. Хартвиг, фогт на манастир Св. Емерам, † 1005
          3. Гунтперт, † 1005
          4. Рихвара, † 8 юли 994; ∞ Леополд I, маркграф на Австрия (940-10 юли 994) (Бабенберги)

        2. Хартвиг, граф, † 972

      2. Хартвиг, граф, X 4 юли 907 Битка при Пресбург
      3. Гунтполт, X 4 юли 907 Битка при Пресбург
      4. дъщеря; ∞ Хайнрих граф фон Бабенберг, доказан до 934 (Попони)

    2. дъщеря, † сл. 8 юли 879; ∞ пр. 861 Карломан, 876 крал на Бавария (Каролинги)

  2. дъщеря; ∞ граф Гебхард в Лангау (Конрадини)